# Anatoli Solomin
Anatoliy Vasilyevich Solomin (Анатолий Васильевич Соломин, Komarovka, 2 de julio de 1952) es un atleta soviético especializado en marcha atlética.
Participó en la prueba de los 20 km marcha en los Juegos Olímpicos de Moscú de 1980, resultando descalificado.
Obtuvo la medalla de Bronce en la Copa del Mundo de Marcha Atlética del año 1983 celebrada en la ciudad noruega de Bergen.

## Mejores marcas personales
| Mejores marcas personales | Mejores marcas personales | Mejores marcas personales | Mejores marcas personales |
| Distancia                 | Tiempo                    | Lugar                     | Fecha                     |
| ------------------------- | ------------------------- | ------------------------- | ------------------------- |
| 20 km                     | 1h:19:43                  | Bergen, Noruega           | 24 de septiembre de 1983  |
| PC - Pista Cubierta       |                           |                           |                           |